# Baltasar Carles d'Àustria
Baltasar Carles Domènec d'Àustria i de Borbó (Madrid, 17 d'octubre de 1629 - Saragossa, 9 d'octubre de 1646) anomenat usualment només Baltasar Carles, va ser infant d'Espanya i príncep d'Astúries, de Girona, de Viana i de Portugal entre 1632 i 1646, però no va arribar a regnar a causa de la seva mort prematura.
Fill de Felip IV i d'Isabel de Borbó, va representar una gran esperança per perpetuar la dinastia en un matrimoni que havia resultat en nombrosos fills morts molt prematurament. Tanmateix, aquestes esperances es van truncar amb la mort de Baltasar Carles als setze anys, i després la de la reina, quelcom que va provocar que el rei busqués un nou matrimoni per assegurar la descendència de la corona.

## Orígens familiars
Va néixer a la cort reial de Madrid de 1629 sent el cinquè fill, el primer mascle, del rei Felip IV de Castella i la seva primera esposa, Isabel de Borbó. La seva mare havia tingut un total de deu embarassos, dels quals només quatre van veure néixer nens febles que van morir al cap de poc temps. Només Baltasar Carles i la seva germana, la infanta Maria Teresa, futura esposa de Lluís XIV de França, van arribar a la pubertat.
Per línia paterna era net de Felip III de Castella i Margarida d'Àustria, i per línia materna d'Enric IV de França i Maria de Mèdici. Fou germà gran de Maria Teresa d'Habsburg, que es casà amb Lluís XIV de França, i, tot i que morí abans de les segones núpcies de Felip IV, també fou germanastre de Margarida d'Habsburg i Carles II de Castella. Tanmateix, també ho era del bastard Joan Josep d'Àustria.

## Biografia
Havent nascut mascle, per tant donant una continuïtat dinàstica, el seu naixement es va celebrar amb grans festes des del dia del seu naixement fins dies després del seu bateig. Primerament es va realitzar un Te Deum a la capella reial, on es va cantar amb la fórmula de Principem nostrum, seguit de mascarades, en les quals van correr l'infant Carles i el comte-duc d'Olivares, lluminàries, focs artificials i fogueres. El bateig va ser realitzat solemnement el 4 de novembre a l'església de Sant Joan Baptista pel cardenal Antonio Zapata. Els seus padrins van ser els seus oncles, l'infant Carles i l'emperadriu Maria Anna. Tanmateix, des de l'Alcàsser Reial fins a l'església es va fer un passadís pels carrers de la vila, que van ser guarnits per l'esdeveniment. Dies després, el 12 de novembre, es van realitzar curses de braus i jocs de canyes a la plaça Major. Totes aquestes celebracions es van dur a terme a la capital, també es van reproduir a altres poblacions de la monarquia, tant a la península com a la resta de territoris europeus, així com els extraeuropeus.
Amb tan sols tres anys, el 7 de maig de 1632 va ser jurat com a hereu per les corts castellanes al monestir de San Jerónimo el Real, però no s'utilitzà la denominació tradicional, d'Astúries o de Girona, sinó simplement la fórmula «Príncipe de estos reinos», un possible moviment més, merament simbòlic, del valido comte-duc d'Olivares d'homogeneïtzar els regnes de la península. El 21 de juny de 1643, Felip IV va atorgar-li una casa i l'any següent, quan el príncep tenia catorze anys, va començar a assistir amb el seu pare als diferents despatxos de govern de la monarquia. A més, la política de presentació del príncep va seguir sent la tradicional i acompanyat del seu pare, Baltasar Carles va viatjar a les capitals dels altres regnes, com Saragossa i Lisboa, on va jurar llurs drets propis; el 1646 visitava Navarra per jurar davant les corts navarreses com a príncep de Viana el 25 de maig. Durant aquesta estada a Pamplona, l'hereu va caure malalt.

### Matrimoni
Ben aviat es van realitzar gestions diplomàtiques encaminades a buscar-li una futura esposa per tal de garantir la descendència i la continuïtat de la dinastia. Després de buscar diverses possible candidates, la pressió de l'emperador del Sacre Imperi va posar sobre la taula la candidatura de la cosina germana de Baltasar Carles, l'arxiduquessa Maria Anna d'Àustria. Per tal d'evitar els problemes de parentesc, es va encarregar al Consell d'Estat la realització dels tràmits per aconseguir una dispensa papal; la benedicció papal pel matrimoni reial va arribar des de Roma el 3 d'octubre de 1646.

### Mort
La família reial, finalitzat el jurament a Navarra es va traslladar a Saragossa. En aquesta ciutat, el 9 d'octubre del mateix any el príncep va morir. Abans que morís, per intentar salvar-lo de qualsevol forma, es va arribar a fer enviar des d'Alcalà d'Henares el cos momificat de sant Dídac d'Alcalà, que segons la tradició tenia fama de miraculós; tot valia, fins i tot si suposava ficar al príncep en la mateixa cambra que el cos d'una mòmia. Els metges que el van tractar li van diagnosticar verola, en aquella època també es va especular amb una malaltia venèria com una altra possible causa de la seva mort encara que actualment es pensa en fou una apendicitis com la malaltia més probable que va afligir al príncep. Fou enterrat al Monestir de l'Escorial.
Vidu poc després de la seva primera esposa Isabel de França, la mort del príncep va deixar a Felip IV sense un hereu directe per a la Monarquia i, de fet, va deixar molt afligit al monarca, tal com es destil·la de la correspoendència entre ell i la religiosa María de Ágreda. La situació del rei no millorarà a causa de l'esclat de la revolta de Catalunya el 1640, la qual va viure des de Saragossa. Després de la mort de Baltasar Carles, Felip hagué de buscar una nova esposa i la trobà en l'antiga promesa del seu fill, la seva neboda. Tanmateix, els procuradors de Corts van demanar al monarca que oficialitzés com a hereva a la infanta Maria Teresa, però Felip va oposar-s'hi perquè encara podia tenir descendència masculina amb la seva segona esposa, Marianna d'Àustria i que es manifestà en els infants Felip Pròsper i el futur Carles II de Castella; a més la infanta Maria Teresa havia de casar-se amb Lluís XIV de França per tal de culminar la pau dels Pirineus entre França i la Monarquia.

## Arts
La relació de Baltasar Carles va tenir una certa importància, especialment amb la pintura i amb Diego Velázquez, qui va realitzar diversos retrats del príncep, els primers d'una sèrie d'altres infants reials que desembocarien finalment en Les Menines. De fet, Baltasar Carles havia nascut en absència de Velázquez, que estava de viatge a Itàlia, i no serà fins a 1631 quan Felip IV permet que se'n faci un retrat, així com a ell mateix, posant de manifest que considerava a Velázques el seu pintor personal. Els primers retrats del príncep com a nen i amb el seu nan mostren les noves tècniques que el pintor ha aprés durant la seva estada a Itàlia. Tanmateix, com a hereu del tron el retrat eqüestre del príncep va tenir una posició de preeminència en la decoració del Salón de Reinos del palau del Buen Retiro, flanquejat en la mateixa paret pels retrats eqüestres del seu pare, i la paret de davant, els dels seus avis, Felip III i Margarida. Altrament destaquen els retrats del príncep com a caçador, i també durant una classe d'equitació, en la qual també apareixen els monarques i el comte-duc d'Olivares.

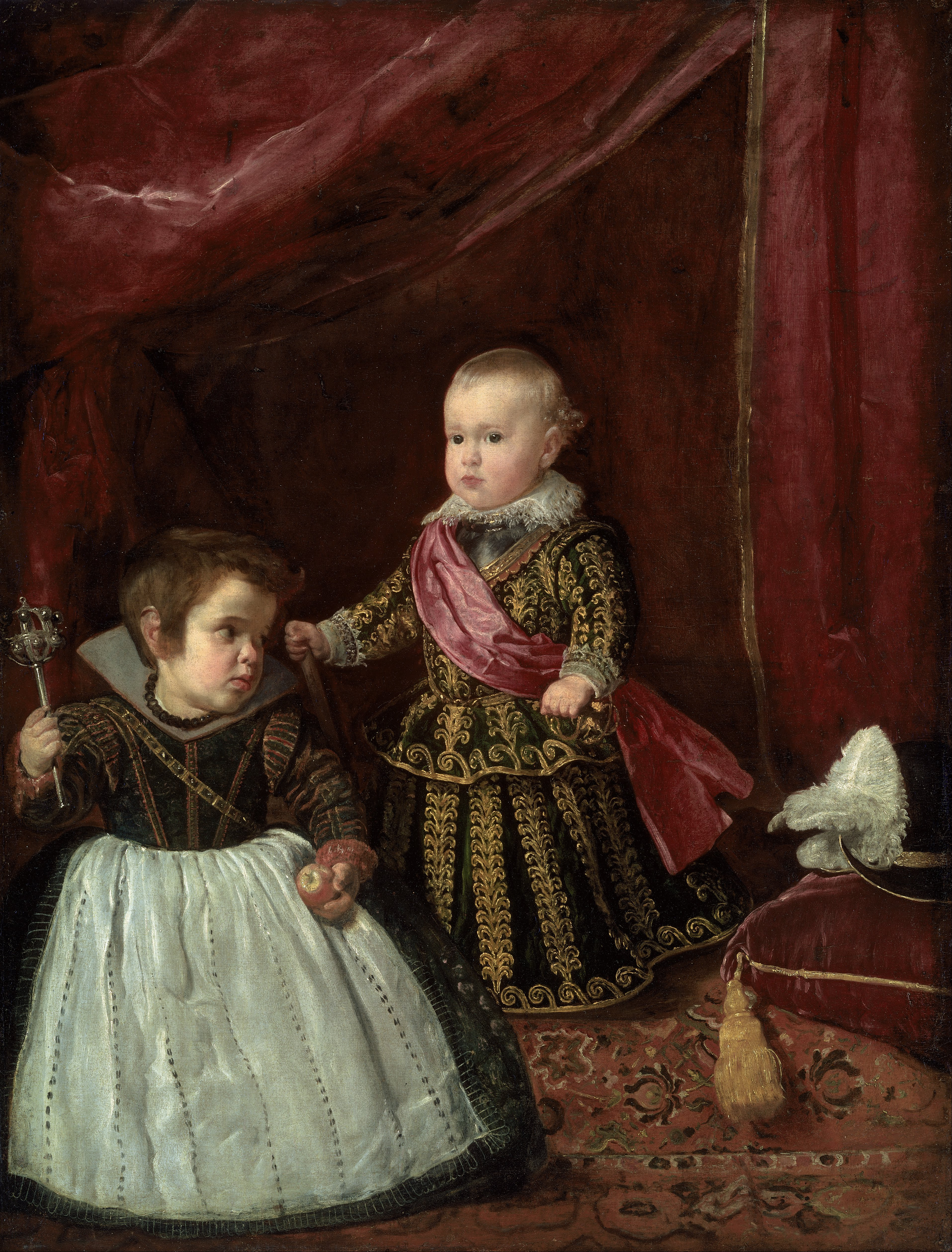
Velázquez (1632) Baltasar Carles amb un nan
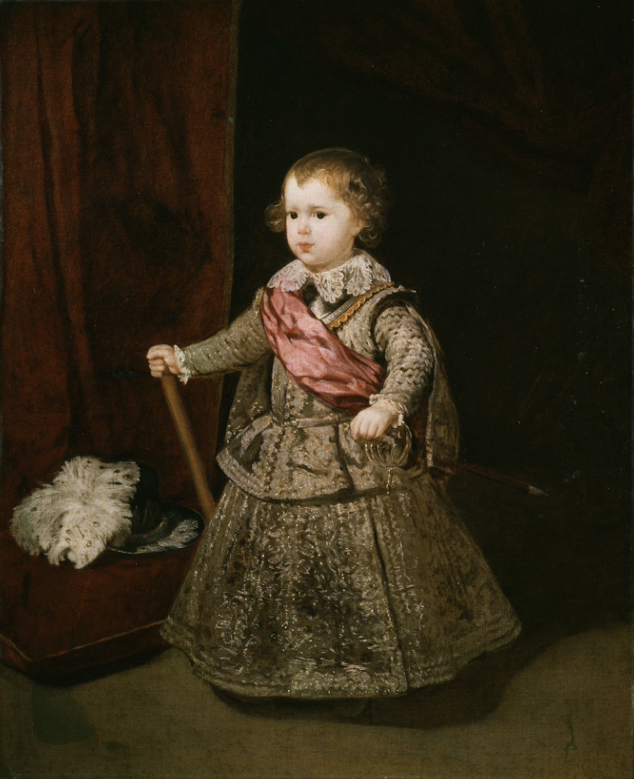
Velázquez (c.1633) Baltasar Carles, Príncep d'Astúries
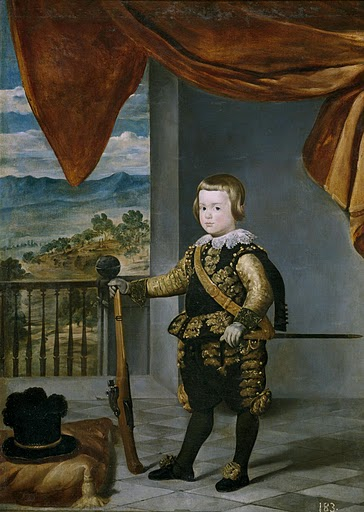
Taller de Velázquez (c.1635) Retrat de Baltasar Carles
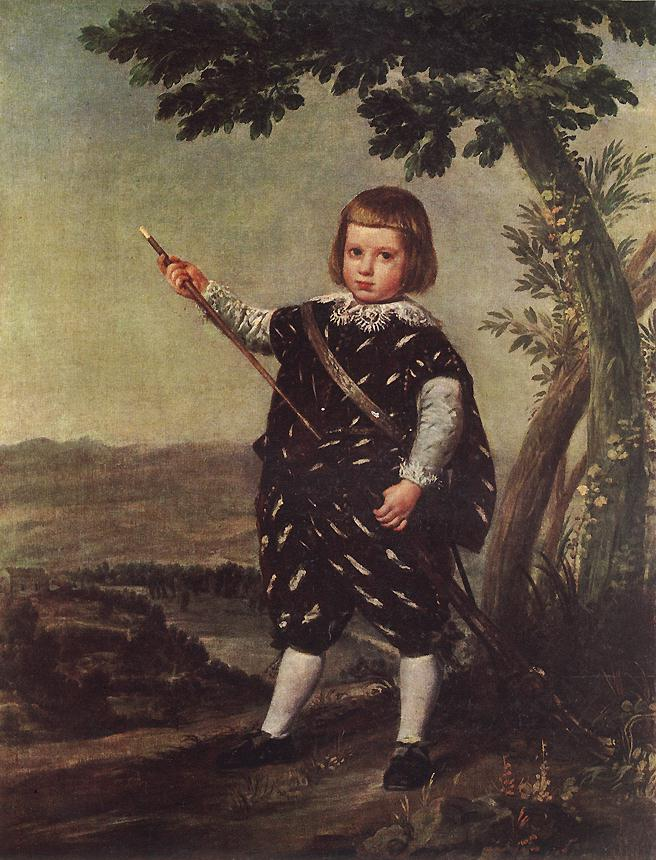
Martínez del Mazo (1635) Infant Don Baltasar Carles
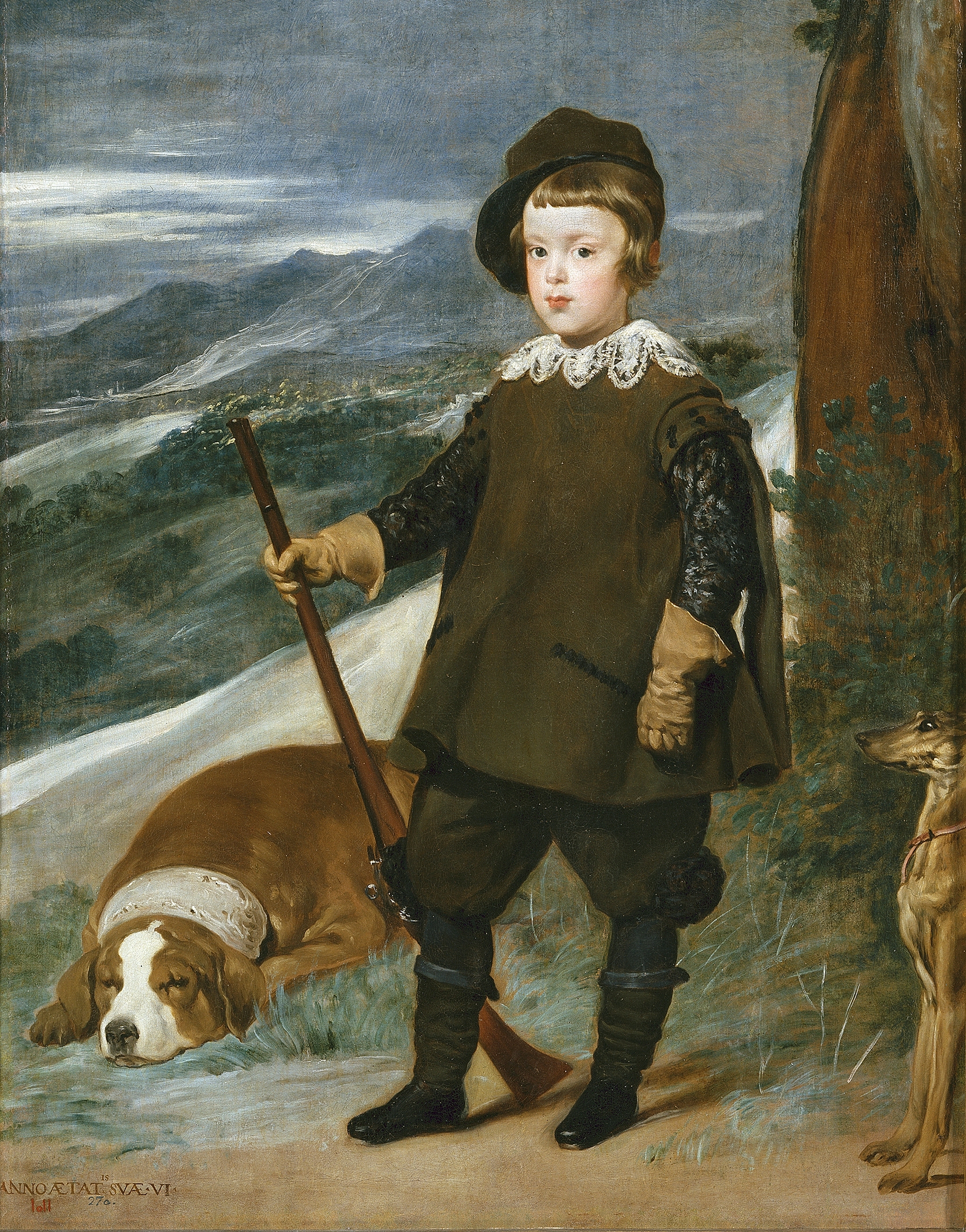
Velázquez (1635) El Príncep Baltasar Carles caçador
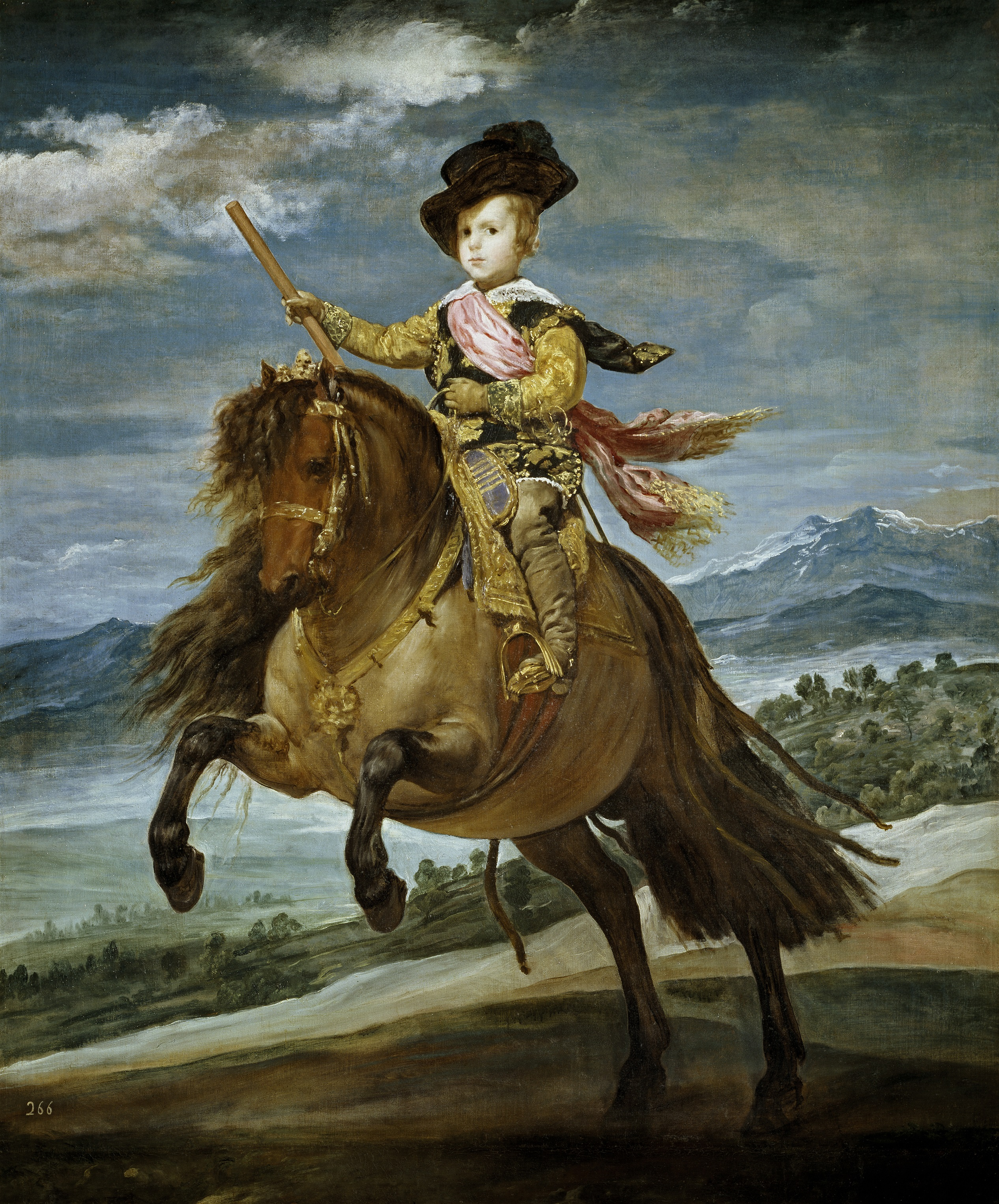
Velázquez (c.1635) Retrat eqüestre del príncep Baltasar Carles
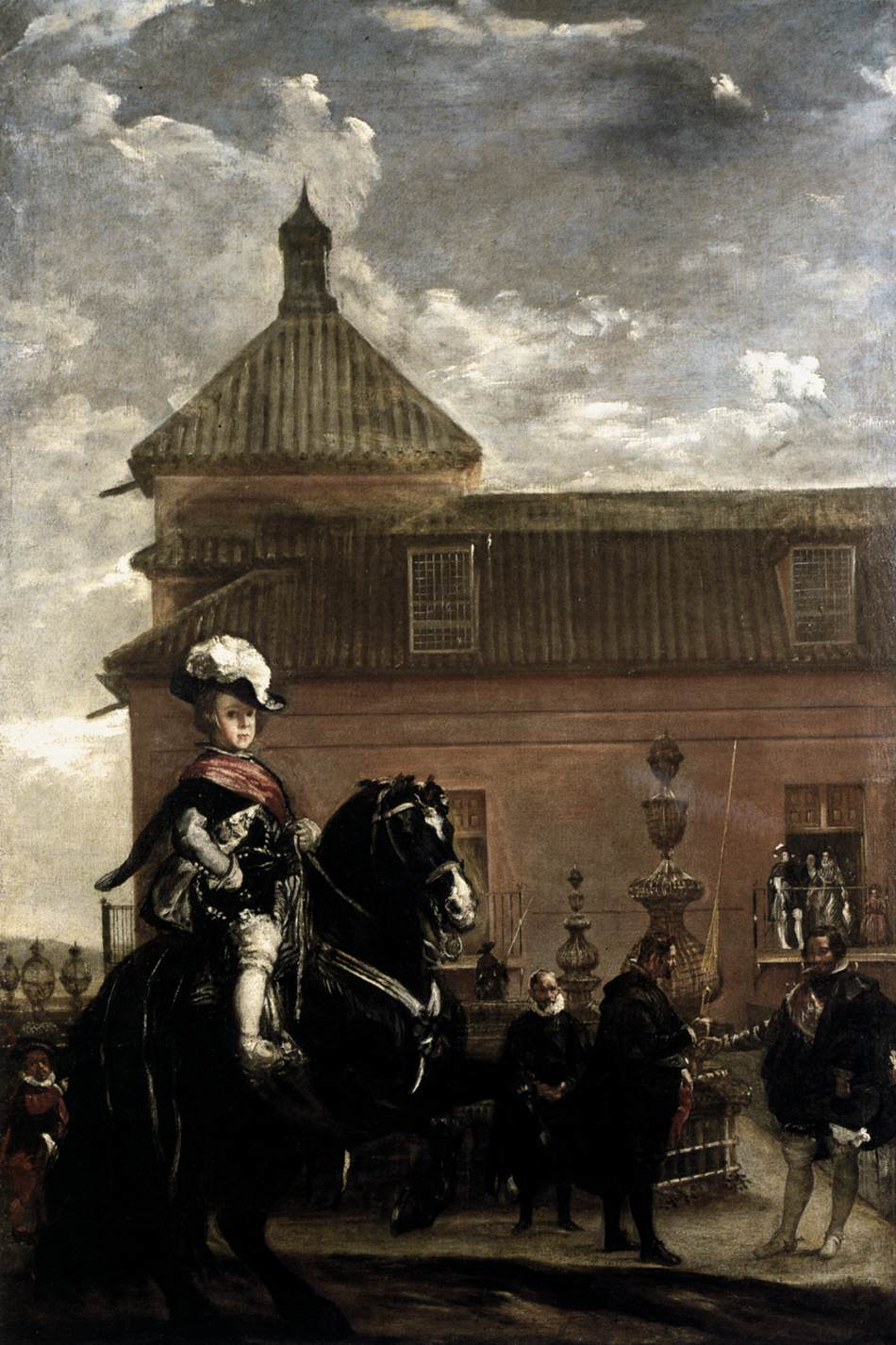
Velázquez (c.1636) El Príncep Baltasar Carles amb el comte-duc d'Olivares
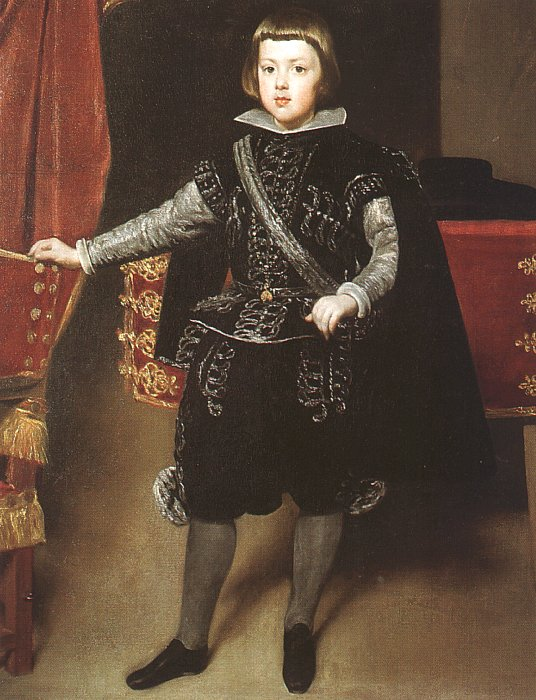
Velázquez (1640) Retrat de Don Baltasar Carles
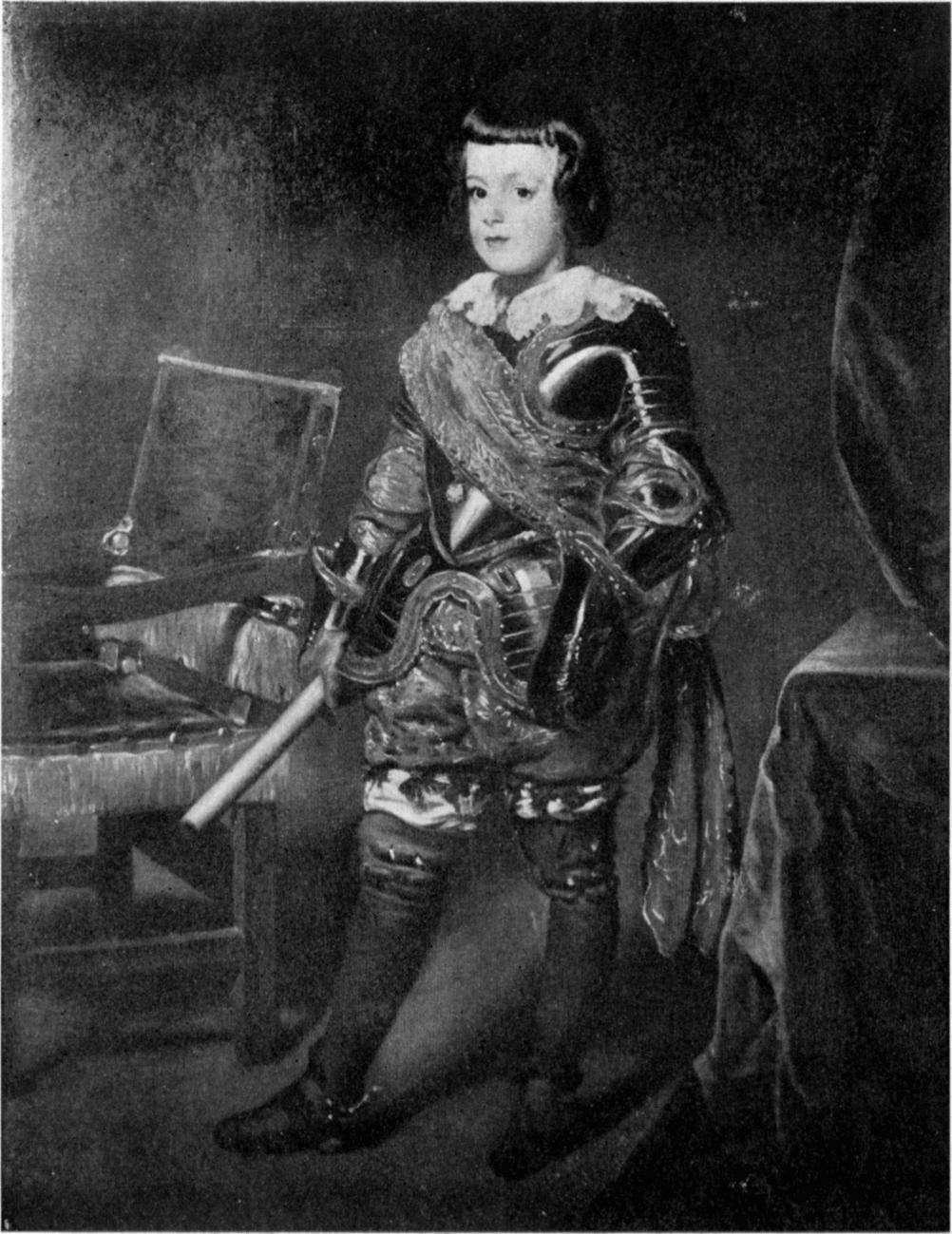
Taller de Martínez del Mazo? (c.1640) Retrat de l'Infant Baltasar Carles
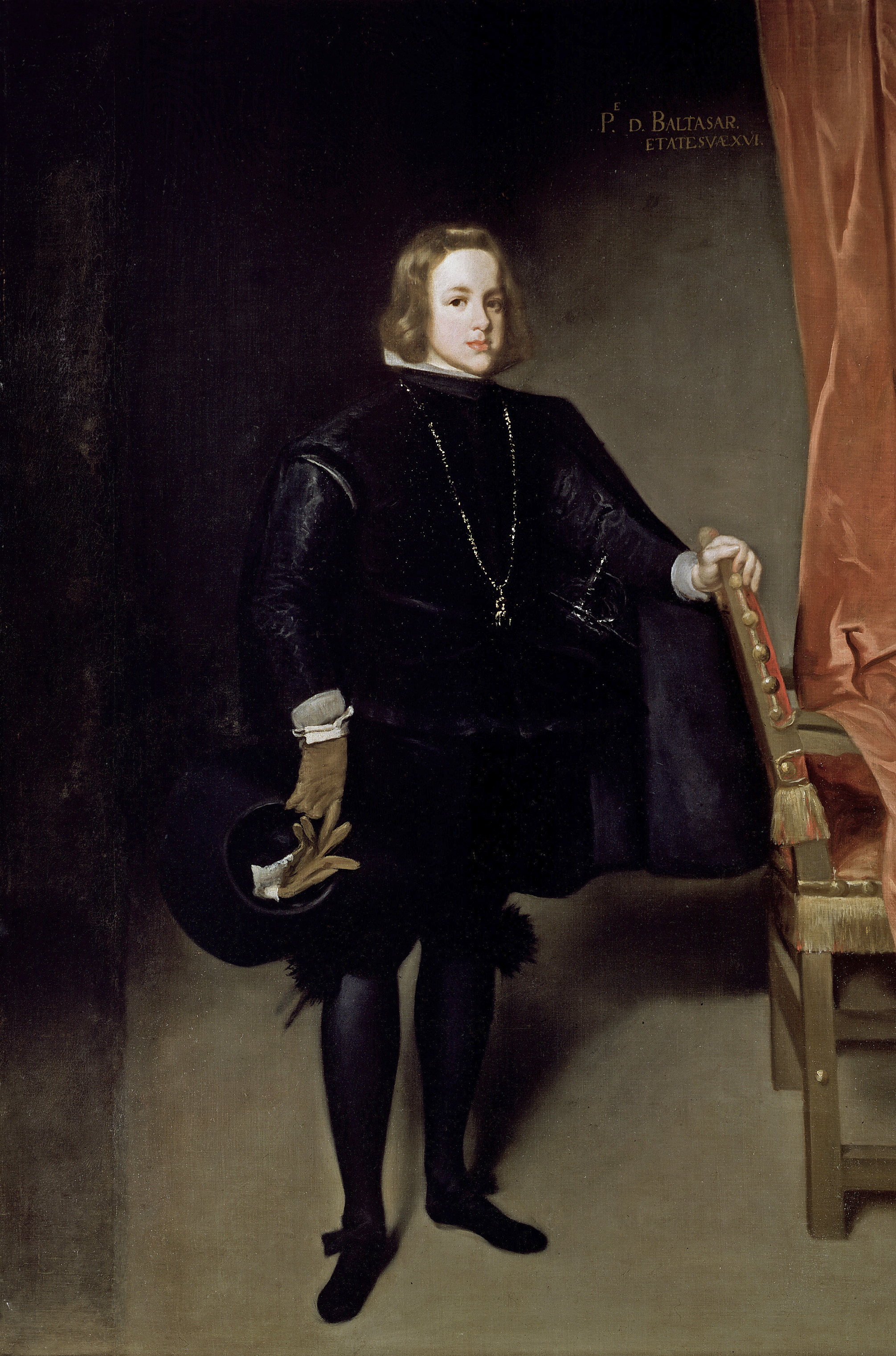
Martínez del Mazo (c.1645) Retrat del Príncep Baltasar Carles amb capa